# Rybná nad Zdobnicí
Rybná nad Zdobnicí – gmina w Czechach, w powiecie Rychnov nad Kněžnou, w kraju hradeckim. Według danych z dnia 1 stycznia 2014 liczyła 431 mieszkańców.